# Chilham Castle
Chilham Castle er et gods og keep i landsbyen Chilham mellem Ashford og Canterbury i Kent i England. Det polygone normanniske keep stammer fra 1174 og er den ældste bygning i landsbyen. Det er stadig beboet. Det siges, at den skulle være bygget til Henrik 2., men arkæologiske udgravninger i 1920'erne tyder på, at bygningen står på et fundament af en meget ældre angelsaksisk befæstning, der muligvis stammer fra 400-tallet. Der er også tegn på tidlige romerske bebyggelser i nærheden.

## Historie
I 1499 købte Henrik 8. borgen af Thomas Manners. I 1542 overdrog han det til sir Thomas Cheney, der begyndte at nedbryde borgen for at bruge byggematerialerne.
Godset, der blev opført inden for synsvidde af den "gamle borg" (keep), blev færdigbygget i 161???? af sir Dudley Digges.
Den nuværende terrasse blev ændret i 1700- og 1900-tallet og fører ned til en fiskesø fra 1860'erne og 1870'erne. Murene omkring grunden er hovedsageligt fra 1700-tallet, men to porthuse blev tilføjet i begyndelsen af 1920'erne, og de erstattede et fra 1800-tallet

## Film og tv
Slottet er flere gange blevet brugt i forbindelse med optagelser af film og tv.
- I 1965 blev det brugt til at filme dele af The Amorous Adventures of Moll Flanders  med Kim Novak, Leo McKern og Angela Lansbury.
- I 1985 blev slottet brugt til 80'er politidramaet Dempsey & Makepeace som familien Makepeace' hjem i episoden Cry God For Harry. Det blev filmet i 1984, og størstedelen af det timelange program blev filmet på slottet og dets jorder.
- I 1989 blev Chilham Castle brugt i den første episode af ITV gameshowet Interceptor. Der blev holdt en ridderturnering på slottet, og deltagerne skulle deltage for at fortsætte i programmet.
- I 1994 blev slottet brugt som Simeon Lee's herregård Gorston Hall i en episode af Agatha Christie's Poirot på ITV.